# Выборы в Сенат Чехии (2014)
Выборы в Сенат Чехии 2014 года проходили 10 — 11 октября 2014 года (1-й тур) и 17 — 18 октября 2014 года (2-й тур). В ходе выборов по мажоритарной избирательной системе в два тура было переизбрано 27 сенаторов из 81. Первый тур сенатских выборов прошёл одновременно с муниципальными выборами. На выборах победили социал-демократы.

## Избирательные округа
Выборы проходили в 27 избирательных округах по всей стране. Поскольку сенат обновляется лишь на треть, две трети населения Чехии не участвуют в выборах сенаторов.
Выборы проходили в избирательных округах: 3 — Хеб • 6 — Лоуны • 9 — Плзень-город • 12 — Страконице • 15 — Пельгржимов • 18 — Пршибрам • 21 — Прага 5 • 24 — Прага 9 • 27 — Прага 1 • 30 — Кладно • 33 — Дечин • 36 — Ческа-Липа • 39 — Трутнов • 42 — Колин • 45 — Градец-Кралове • 48 — Рихнов-над-Кнежноу • 51 — Ждяр-над-Сазавоу • 54 — Зноймо • 57 — Вышков • 60 — Брно-город • 63 — Пршеров • 66 — Оломоуц • 69 — Фридек-Мистек • 72 — Острава-город • 75 — Карвина • 78 — Злин • 81 — Угерске-Градиште

## Разделение округов перед выборами
| Партия | Партия | Лидер           | Мандаты  |
| ------ | ------ | --------------- | -------- |
|        | ČSSD   | Иржи Пароубек   | 23 из 27 |
|        | ODS    | Мирек Тополанек | 3 из 27  |
|        | KSČM   | Войтех Филип    | 1 из 27  |

## Разделение округов после выборов
|        |             |                  |          |
| Партия | Партия      | Лидер            | Мандаты  |
|        | ČSSD        | Богуслав Соботка | 10 из 27 |
|        | KDU-ČSL     | Павел Белобрадек | 5 из 27  |
|        | ANO 2011    | Андрей Бабиш     | 4 из 27  |
|        | ODS         | Петр Фиала       | 2 из 27  |
|        | SZ          | Ондржей Лишка    | 2 из 27  |
|        | STAN        | Вит Ракушан      | 1 из 27  |
|        | SLK         | Мартин Пута      | 1 из 27  |
|        | SPO         | Ян Велеба        | 1 из 27  |
|        | Soukromníci | Петр Байер       | 1 из 27  |